# Haradok
Haradok (belarusiska: Гарадок) är en stad i Belarus.   Den ligger i voblasten Vitsebsks voblast, i den norra delen av landet, 230 km nordost om huvudstaden Horad Mіnsk. Haradok ligger 190 meter över havet och antalet invånare är 12 186.

## Natur och klimat
Terrängen runt Haradok är platt. Det finns inga andra samhällen i närheten. 
Omgivningarna runt Haradok är en mosaik av jordbruksmark och naturlig växtlighet. Runt Haradok är det glesbefolkat, med 10 invånare per kvadratkilometer.